# 니콜 스테인웨델
니콜 스테인웨델(Nicole Steinwedell, 1981년 4월 2일 ~ )은 미국의 배우, 영화배우, 텔레비전 배우, 모델이다.
펜서콜라에서 태어났다.

## 영화
- 골든 스캘럽 (2012년)
- 컴펄션 (2011년) - 제인 역
- 싱글 맨 (2009년) - 도리스 역
- 그는 당신에게 반하지 않았다 (2009년)
- 크레이지 (2008년) - 버드의 방의 소녀 역